# Дјевичани
Дјевичани (слч. Devičany) насељено је мјесто са административним статусом сеоске општине (слч. obec) у округу Љевице, у Њитранском крају, Словачка Република.

## Становништво
| Година:    | 1994. | 2004.    | 2014.   | 2024.   |
| ---------- | ----- | -------- | ------- | ------- |
| Број људи: | 431   | 382      | 388     | 401     |
| Разлика:   |       | -11,36 % | +1,57 % | +3,35 % |

| Година:    | 2023. | 2024.   |
| ---------- | ----- | ------- |
| Број људи: | 400   | 401     |
| Разлика:   |       | +0,25 % |

Према подацима о броју становника из 2011. године насеље је имало 396 становника.